# Katrin Cartlidge
Katrin Juliet Cartlidge, född 15 maj 1961 i London, död 7 september 2002 i London, var en brittisk skådespelare. Hon medverkade bland annat i Ingenmansland (2001) och From Hell (2001).

## Filmografi
- 1982–1983 – Brookside (TV-serie) (51 avsnitt)
- 1987 – Eat the Rich
- 1993 – Naken
- 1994 – Innan regnet faller
- 1996 – Breaking the Waves
- 1997 – Flickor i karriären
- 1998 – Claire Dolan
- 1999 – Topsy-Turvy
- 1999 – The Lost Son
- 2000 – Vikten av vatten
- 2000 – Hotel Splendide
- 2001 – Ingenmansland
- 2001 – Män i vapen (miniserie)
- 2001 – From Hell
- 2002 – På jakt efter Debra Winger